# Polydesmus semicinctus
Polydesmus semicinctus är en mångfotingart som beskrevs av Peters 1864. Polydesmus semicinctus ingår i släktet Polydesmus och familjen plattdubbelfotingar. Inga underarter finns listade i Catalogue of Life.